# Ричленд-Сентер (Вісконсин)
Ричленд-Сентер (англ. Richland Center) — місто (англ. city) в США, в окрузі Ричленд штату Вісконсин. Населення — 5114 особи (2020).

## Географія
Ричленд-Сентер розташований за координатами 43°20′19″ пн. ш. 90°23′0″ зх. д. / 43.33861° пн. ш. 90.38333° зх. д. (43.338664, -90.383447).  За даними Бюро перепису населення США в 2010 році місто мало площу 11,29 км², з яких 11,07 км² — суходіл та 0,22 км² — водойми. В 2017 році площа становила 12,27 км², з яких 12,05 км² — суходіл та 0,22 км² — водойми.

## Демографія
Згідно з переписом 2010 року, у місті мешкали 5184 особи в 2361 домогосподарстві у складі 1235 родин. Густота населення становила 459 осіб/км².  Було 2613 помешкання (231/км²).
Расовий склад населення:
| - 96,1 % — білих - 0,8 % — азіатів - 0,7 % — чорних або афроамериканців - 0,2 % — корінних американців - 1,2 % — осіб інших рас |

До двох чи більше рас належало 0,9 %. Частка іспаномовних становила 3,3 % від усіх жителів.
За віковим діапазоном населення розподілялося таким чином: 22,1 % — особи молодші 18 років, 57,5 % — особи у віці 18—64 років, 20,4 % — особи у віці 65 років та старші. Медіана віку мешканця становила 40,0 року. На 100 осіб жіночої статі у місті припадало 86,7 чоловіків;  на 100 жінок у віці від 18 років та старших — 83,3 чоловіків також старших 18 років.
Середній дохід на одне домашнє господарство  становив 48 346 доларів США (медіана — 37 591), а середній дохід на одну сім'ю — 64 358 доларів (медіана — 51 838). Медіана доходів становила 38 621 долар для чоловіків та 34 342 долари для жінок. За межею бідності перебувало 17,5 % осіб, у тому числі 16,0 % дітей у віці до 18 років та 11,0 % осіб у віці 65 років та старших.
Цивільне працевлаштоване населення становило 2480 осіб. Основні галузі зайнятості: виробництво — 22,4 %, освіта, охорона здоров'я та соціальна допомога — 21,8 %, мистецтво, розваги та відпочинок — 12,6 %, роздрібна торгівля — 11,4 %.

## Відомі люди
- Френк Ллойд Райт (1867 — 1959) — американський архітектор-новатор.